# Egilsstaðir
Egilsstaðir is een stad in het oosten van IJsland in de gemeente Fljótsdalshérað en is gelegen op de oevers van de rivier de Lagarfljót. In 2013 had het stadje iets meer dan 2300 inwoners.
Egilsstaðir is zelfs naar IJslandse normen, waar vergeleken met Europa urbanisatie een vrij recent fenomeen is, een relatief jonge stad. Egilsstaðir werd gesticht in 1947 als centrum voor de omliggende landelijke regio. Er werd gekozen voor een plaats op het land van de Egilsstaðirboerderij (waar de stad naar werd vernoemd), dicht bij de brug over de Lagarfljót, omdat dat de plek is waar alle hoofdwegen van de regio samenkomen.

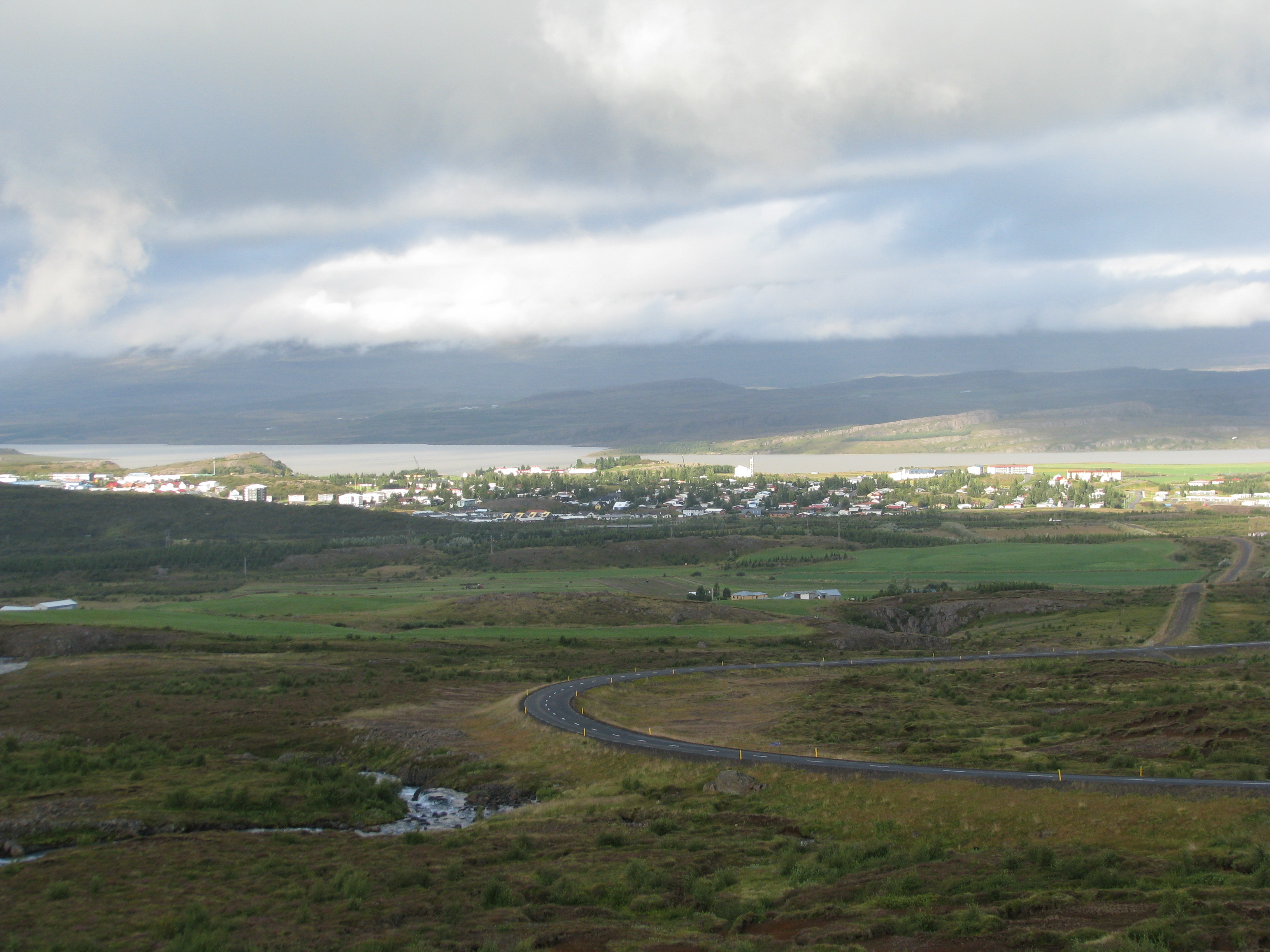
Egilsstaðir na de regen aan het Lagarfljót, de Miðhúsaá en weg 93.

Vandaag de dag is Egilsstaðir uitgegroeid tot de grootste stad en het administratieve centrum van Oost-IJsland. De stad heeft een luchthaven, een middelbare school en een ziekenhuis. Er wordt verwacht dat de stad de komende jaren verder blijft groeien omwille van de gunstige economische situatie in de regio door het Kárahnjúkavirkjun en de aluminiumsmelterij van Alcoa in Reyðarfjörður.

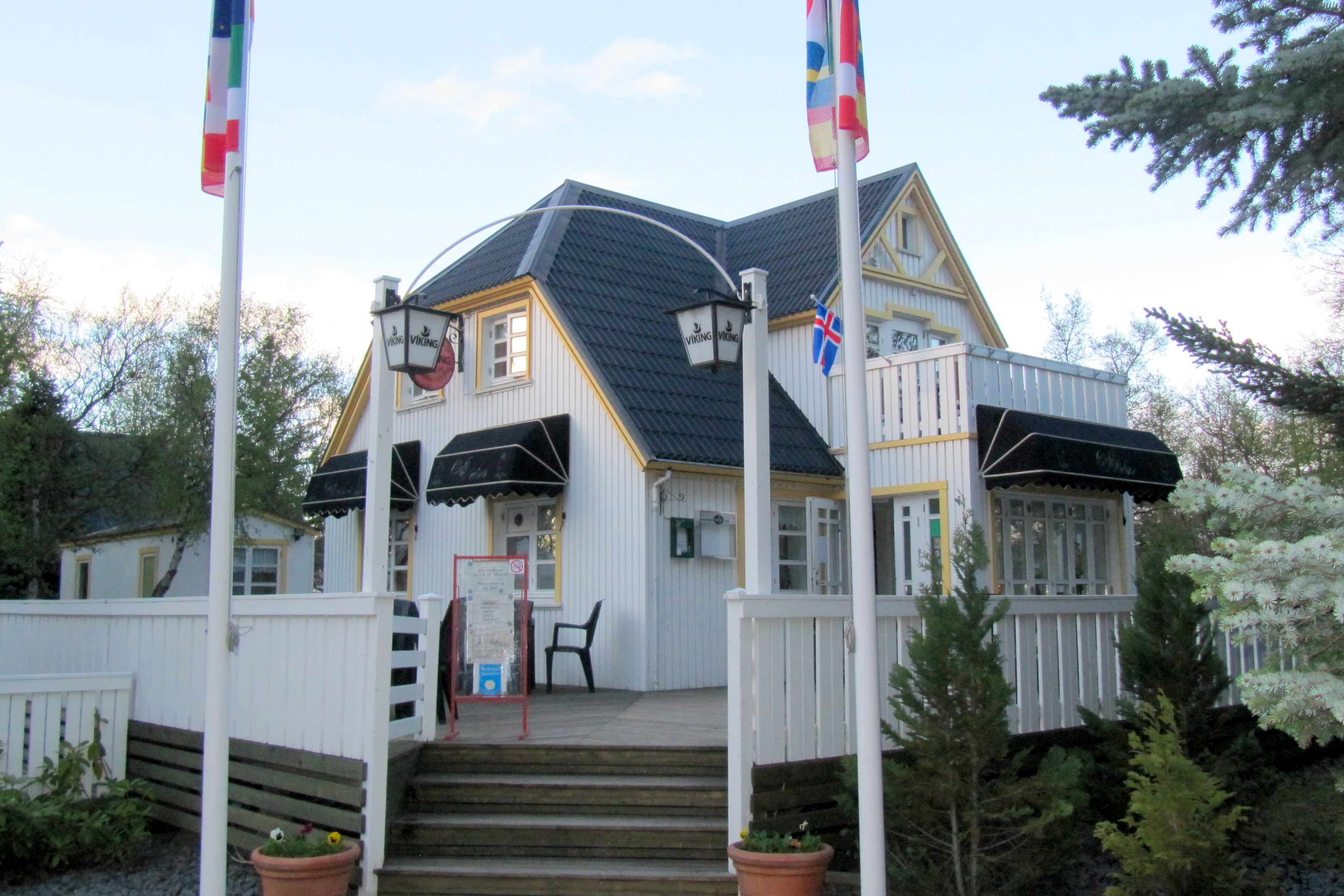
Nielsenshus, nu Café Nielsen, oudste privaat huis in Egilsstaðir, gebouwd in 1944.

Verder naar het oosten liggen de dorpen Seyðisfjörður en Neskaupstaður.

## Geboren in Egilsstaðir
- Sigmar Vilhjálmsson - presentator
- Hjálmar Jónsson - voetballer
- Magni Ásgeirsson - zanger van de band A Móti Sól